# Jéssica Augusto
Jéssica de Barros Augusto ComM (Paris, 8 de novembro de 1981), mais conhecida por Jéssica Augusto, é uma atleta portuguesa especializada em provas de meio-fundo longo e de corta-mato. Ao longo da sua carreira conquistou treze medalhas em grandes competições internacionais, com destaque para o título de campeã da Europa, em 2010. Participou em duas edições dos Jogos Olímpicos, tendo como melhor prestação o 7º lugar na maratona das Olimpíadas de Londres. Foi corredora do Sporting Clube de Braga e do Maratona CP. Desde o ano de 2009, até Setembro de 2015, concorreu como Individual, tendo nessa data ingressado no Sporting Clube de Portugal. Em 2022 voltou a representar o Sporting Clube de Braga.
O seu treinador é António José Nogueira da Costa.

## Carreira
Jéssica Augusto nasceu em Paris, neta de avós emigrados. Regressou com os pais a Portugal tinha 6 anos de idade, para morar em Braga. Começou a correr pelo Sporting Clube de Braga tinha 15 anos de idade. O gosto pelo atletismo surgiu quatro anos antes, ao assistir aos Jogos Olímpicos de Barcelona pela televisão e foi estimulado pelo triunfo de Fernanda Ribeiro em Atlanta. A 10 de Dezembro de 2000, ainda como júnior, conseguiu a sua primeira grande conquista, ao sagrar-se campeã europeia da categoria em corta-mato, nos campeonatos disputados em Malmö, na Suécia. Em Setembro de 2015 juntou-se ao Sporting Clube de Portugal onde ficou até 2022, quando voltou ao Braga.

### Estreia em grandes provas
Jéssica Augusto estreou-se em grandes competições internacionais a nível sénior, no ano de 2002. A sua primeira grande prova aconteceu no Europeu de corta-mato em Medulin, com a corredora do SC Braga a terminar no 16º lugar. Em pista, a estreia deu-se em Viena nos Europeus indoor, na prova dos 1500 metros. A jovem de 21 anos não conseguiu acompanhar o ritmo elevado da corrida e ficou-se pelas meias finais.
Até 2007, a carreira internacional da fundista não lhe ofereceu resultados de nomeada em grandes competições, com a excepção das medalhas conquistadas nos campeonatos ibero-americanos. Estreou-se nos mundiais ao ar livre no ano de 2005. Contudo, não passou das meias finais novamente. A prova foi especialmente má para Jéssica Augusto, visto que ficou praticamente em último na corrida.

### Universitária e vice-campeonato europeu
Na capital tailandesa Banguecoque deu-se uma viragem no percurso desportivo do novo reforço do Maratona Clube de Portugal. Nas Universíadas apresenta-se em grande nível e vence a prova dos 5000 metros, com o tempo de 15.28,78. A sua marca bateu mesmo recorde do mundo universitário, por mais de 1 segundo. Foi um triunfo que deu motivação à corredora nacional, que ficou em 12º lugar no campeonato do Mundo de corta-mato, realizado no mesmo ano. 2007 fechou com o Mundial de atletismo, realizado em Osaka, no Japão. Jéssica Augusto decidiu participar nos 5000 metros e qualificou-se com relativa facilidade para a final. O objectivo para a corrida decisiva era de ficar no top-10, mas tal não foi possível. A prova foi demasiado irregular para a atleta portuguesa, que ficou no 15º e último lugar, com um tempo de 15.24,93.
Cada vez mais forte em corta-mato, foi sem surpresa que alcançou a primeira medalha neste estilo de corrida. Foi em 2008, nos Europeus de Bruxelas. A atleta do Maratona CP colocou-se desde cedo no segundo lugar, posição que defendeu com sucesso até ao final. Inês Monteiro garantiu o bronze e a selecção nacional ganhou o ouro por equipas, num dia de sucesso para o atletismo português.

### Estreia olímpica
Meses antes do sucesso no corta-mato, Jéssica Augusto estreou-se nos Jogos Olímpicos. Em Pequim, optou por correr tanto nos 5000 metros como nos 3000 metros obstáculos. Na prova de obstáculos, estavam depositadas grandes expectativas em relação à prestação da portuguesa, que havia sido uma das melhores europeias do ano. No entanto, depois de controlar praticamente toda a corrida, Jéssica cedeu nos metros finais e terminou em 5º da sua séria, ficando-se pelo caminho nas meias finais, a apenas um lugar da qualificação para a final. Quatro dias mais tarde, na corrida dos 5000 metros, a fundista acusou a frustração da prova anterior, e terminou a um minuto do seu máximo pessoal, no 14º lugar da sua série.

### Prata e Bronze nos Europeus e Campeã da Europa de corta-mato
Depois da desilusão olímpica, Jéssica Augusto participou nos Europeus indoor no início de 2009, terminando os 3000 metros no 10º posto. No final do ano, voltou a ser a melhor portuguesa nos campeonatos da Europa de corta-mato, realizados em Dublin. Apesar de não ter conseguido subir ao pódio, a atleta que passou a competir como individual, ficou no 4º lugar, dando o seu contributo para a revalidação do título por equipas.
2010 foi um ano decisivo na sua carreira. Começou com os Mundiais de pista coberta, realizados em Doha, onde a corredora portuguesa impôs o ritmo durante toda a prova, mas terminou em 8º lugar, com o tempo de 9.01,71, dois lugares atrás da colega de selecção, Sara Moreira. As boas notícias estavam reservadas para o Verão do mesmo ano. No dia 16 de junho de 2010, no Meeting de Paris, melhorou o seu recorde pessoal dos 5000 metros para 14.37,07, ficando muito perto do recorde nacional de Fernanda Ribeiro. Um mês mais tarde, consegue a sua primeira medalha nos Europeus ao ar livre, em Barcelona. Numa corrida ganha pela etíope naturalizada turca Elvan Abeylegesse, Jéssica Augusto terminou a sua prova em 31.25,77, apenas 6 centésimos atrás de Inga Abitova, a segunda classificada. Foi a terceira medalha para a comitiva nacional nos campeonatos, depois da prata de Naide Gomes, no comprimento e do bronze de João Vieira, nos 20 km marcha. A medalha passaria a prata, em 2013, depois da desclassificação da turca Elvan Abeylegesse, tendo o 4º lugar dos 5000 metros também passado a bronze, pelo mesmo motivo. Jéssica Augusto conseguiu assim vencer duas medalhas no mesmos Europeus, apesar dos seus resultados só terem sido homologados três anos mais tarde.
Em Dezembro, mais uma medalha. Desta vez foi o ouro que Jéssica Augusto tanto procurava. Nos Europeus de corta-mato realizados em Albufeira, foi com naturalidade que se sagrou a nova campeã da Europa, depois da medalha de prata de 2008 e do 4º lugar de 2009. A corredora bracarense dominou a prova de princípio ao fim, e ganhou um avanço considerável logo no termo da primeira volta. No final cortou a meta desgastada, mas a acenar para a bancada. Foi uma competição de sucesso para Portugal, que colocou cinco atletas no top 10, com Ana Dulce Félix a garantir a medalha de bronze, pese embora tenha perdido o 2º lugar nos últimos metros.

### Jogos Olímpicos de Londres
Em 2011 a fundista portuguesa de 29 anos estreou-se numa nova distância, com a disputa da maratona de Londres, que terminou num impressionante 8º lugar, e da Maratona de Nova Iorque, em que foi forçada a desistir por problemas físicos. Na capital inglesa surpreendeu tudo e todos, terminando com o tempo de  2.24,33, apenas um minuto mais lenta que o recorde nacional de Rosa Mota. Jéssica Augusto tornou-se assim no 2º melhor tempo português de sempre, no escalão feminino. Nos Mundiais de Daegu, estreou-se também nos 10000 metros em grandes competições internacionais. A prova correu-lhe bem e acabou em 10º lugar, segunda melhor europeia, apenas atrás de Ana Dulce Félix.
Em ano de Olimpíadas, a corredora teve mais um grande momento, a 22 de Abril, quando participou na maratona de Londres e repetiu o 8º lugar do ano anterior. Mas a grande conquista da temporada aconteceria nos Jogos Olímpicos de Londres. A atleta minhota decidiu apenas participar na maratona, poupando-se a cansaço escusado de outras provas. A 5 de Agosto de 2012, Jéssica Augusto arrancou determinada a conseguir a melhor classificação possível e manteve sempre o seu ritmo durante as 2 horas e 25 minutos que demorou até passar a meta. Ela manteve-se imune ao ritmo das suas oponentes e foi ultrapassando uma a uma na parte final, suficiente para o 7º lugar. Esta posição valeu-lhe o primeiro diploma olímpico da sua carreira, um feito assinalável tendo em conta que apenas começou um ano antes a correr esta distância.
Depois de Londres, Jéssica foi eleita a melhor atleta do ano na Gala Nacional do desporto.
A 10 de julho de 2016, foi feita Comendadora da Ordem do Mérito.

## Palmarés

### Jogos Olímpicos
- Londres 2012 (Maratona) - (7º lugar)[25]
- Pequim 2008 (5000 metros) - (Meias Finais)
- Pequim 2008 (3000 metros obstáculos) - (Meias Finais)

### Campeonatos do Mundo
- Daegu 2011 (10000 metros) - (10º lugar)
- Osaka 2007 (5000 metros) - (15º lugar)
- Helsínquia 2005 (5000 metros) - (Meias Finais)

### Campeonatos da Europa
- Amesterdão 2016 (Meia maratona) - Medalha de Bronze
- Zurique 2014 (Maratona) - Medalha de Bronze
- Barcelona 2010 (10000 metros) - Medalha de Prata
- Barcelona 2010 (5000 metros) - Medalha de Bronze

### Mundiais de Pista Coberta
- Doha 2010 (3000 metros) - (8º lugar)
- Valência 2008 (3000 metros) - (8º lugar)

### Europeus de Pista Coberta
- Turim 2009 (3000 metros) - (10º lugar)
- Madrid 2005 (3000 metros) - (Qualificações)
- Viena 2002 (1500 metros) - (Meias Finais)

### Campeonato Mundial de Corta-Mato
- Mombasa 2007 (Corta-mato) - (12º lugar)

### Campeonato da Europa de Corta-Mato
- Albufeira 2010 (Corta-mato) - Medalha de Ouro
- Dublin 2009 (Corta-mato) - (4º lugar)
- Bruxelas 2008 (Corta-mato) - Medalha de Prata
- Toro 2007 (Corta-mato) - (11º lugar)
- Legnano 2006 (Corta-mato) - (9º lugar)
- Tilburg 2005 (Corta-mato) - (30º lugar)
- Heringsdorf 2004 (Corta-mato) - (18º lugar)
- Medulin 2002 (Corta-mato) - (16º lugar)

### Universíada
- Banguecoque 2007 (5000 metros) - Medalha de Ouro

### Outros Títulos
- Campeonatos Ibero-Americanos: 3 medalhas de ouro e 2 medalhas de bronze
- Campeonatos da Europa Juniores de Corta-Mato: (Medalha de ouro), (2000 - Malmo)
- Jogos da Lusofonia: (1500 metros) - (Medalha de ouro), (2009 - Lisboa)
- 2 Campeonatos Nacionais 1500 metros (2007, 2011)
- 1 Campeonato Nacional 5000 metros: (2006)
- 5 Campeonatos Nacionais Pista Coberta 1500 metros: (2001, 2002, 2005, 2008 e 2010)
- 2 Campeonatos Nacionais Pista Coberta 3000 metros: (2002 e 2006)
- 3 Campeonatos Nacionais Corta-mato: (2006, 2007 e 2008)
- Terceira classificada na 27.ª edição da Meia Maratona de Barcelona com 1:10.36 horas em 12 de fevereiro de 2017

## Recordes pessoais
- 1500 metros: 4.07,89 (Espinho - 2010)
- 3000 metros: 8:41.53 (Mónaco - 2007)
- 3000 metros com obstáculos: 9.18,54 (Huelva - 2010) (Recorde Nacional)[26]
- 5000 metros: 14.37,07 (Paris - 2010)
- 10000 metros: 31.19,15 (Ostrava - 2010)
- Meia Maratona: 1:09:10 (Ostia - 2011)
- Maratona: 2:24,25 (Maratona de Londres - 2014)